# Какалов, Георгий
Георгий Василев Какалов (болг. Георги Василев Какалов; 18 июля 1984, Пловдив, Народная Республика Болгария) — болгарский футболист, нападающий.

## Карьера
Начал свою карьеру в родном городе Марица. В 18 лет перешёл в «Литекс», подписав контракт в размере 200 тысяч евро. За два года он сыграл всего в нескольких играх. В сезоне 2003/04 играл в аренде за «Видиму» и «Белите». В период с января 2005 по июнь 2005 играл за «Спартак» из Плевена. С начала сезона 2005/06 играл за «Ботев» из Пловдива. В 2008 году он был куплен «Динамо» из Минска за 250 тысяч евро. В 2009 году играл в аренде в клубе «Черно море», в 2010 году, также на правах аренды, за «Олимпиакос» из города Никосия. Летом 2010 года перешёл в румынский клуб «Астра» из Плоешти.
За сборную Болгарии сыграл одну игру 26 марта 2008 года против Финляндии.